# Liste der Kulturdenkmäler in Höhn
In der Liste der Kulturdenkmäler in Höhn sind alle Kulturdenkmäler der rheinland-pfälzischen Ortsgemeinde Höhn einschließlich des Ortsteils Schönberg aufgeführt. Im Ortsteil Neuhochstein sind keine Kulturdenkmäler ausgewiesen. Grundlage ist die Denkmalliste des Landes Rheinland-Pfalz (Stand: 21. Dezember 2021).

## Denkmalzonen
| Bezeichnung                                        | Lage                                                 | Baujahr  | Beschreibung | Bild                           |
| -------------------------------------------------- | ---------------------------------------------------- | -------- | --- | ------------------------------ |
| Denkmalzone Wohnsiedlung beim ehemaligen Kraftwerk | Höhn, nordwestlich des Ortes (Am Kraftwerk 1–8) Lage | vor 1914 | Siedlung für Arbeiter und Angestellte des Braunkohlekraftwerks, sieben Wohnhäuser, meist Mehrfamilienhäuser, Reformarchitektur, kurz vor 1914 | weitere Bilder Fotos hochladen |

## Einzeldenkmäler
| Bezeichnung                               | Lage                                 | Baujahr                     | Beschreibung | Bild                           |
| ----------------------------------------- | ------------------------------------ | --------------------------- | --- | ------------------------------ |
| Wohnhaus                                  | Höhn, Bahnhofstraße 6 Lage           | Anfang des 20. Jahrhunderts | eingeschossiges Fachwerkhaus, teilweise mit Zierverschieferung, Anfang des 20. Jahrhunderts                                                                                                | weitere Bilder Fotos hochladen |
| Evangelische Kirche Höhn                  | Höhn, Bahnhofstraße 7 Lage           | um 1920/30                  | Saalbau, um 1920/30 | weitere Bilder Fotos hochladen |
| Katholische Pfarrkirche Mariä Heimsuchung | Höhn, Kirchstraße 2 Lage             | nach 1462                   | Hauptchor der spätgotischen Hallenkirche nach 1462 und nördlicher spätromanischer Seitenchor, am Neubau von 1929; spätgotische Ausmalung; auf dem Kirchhof Grabsteine, 18. Jahrhundert (?) | weitere Bilder Fotos hochladen |
| Kriegerdenkmal                            | Höhn, Rheinstraße Lage               | 20. Jahrhundert             | Kriegerdenkmal 1914/18 | weitere Bilder Fotos hochladen |
| Katholische Pfarrkirche St. Josef         | Schönberg, Pfarrer-Eisel-Weg 4a Lage |                             | Basaltsaal, 1891; Gesamtanlage mit wohl bauzeitlichem Pfarrhaus und Kriegerdenkmal des Ersten und Zweiten Weltkriegs                                                                       | weitere Bilder Fotos hochladen |